# Middletown (Connecticut)
Middletown is een plaats (city) in de Amerikaanse staat Connecticut, en valt bestuurlijk gezien onder Middlesex County.

## Demografie
Bij de volkstelling in 2000 werd het aantal inwoners vastgesteld op 43.167.
In 2006 is het aantal inwoners door het United States Census Bureau geschat op 47.481, een stijging van 4314 (10.0%).

## Geografie
Volgens het United States Census Bureau beslaat de plaats een oppervlakte van
109,6 km², waarvan 105,9 km² land en 3,7 km² water. Middletown ligt op ongeveer 57 m boven zeeniveau.

## Ramp
Op 7 februari 2010 vond er in Middletown een enorme explosie plaats in een elektriciteitscentrale.
In de door olie en gas gestookte centrale van 620 megawatt werd proefgedraaid voor ingebruikname.

## Plaatsen in de nabije omgeving
De onderstaande figuur toont nabijgelegen 'incorporated' en 'census-designated' plaatsen in een straal van 16 km rond Middletown.

## Geboren
- Linus Yale (1797-1858), uitvinder
- Dean Acheson (1893-1971), politicus
- John van Vleck (1899-1980), natuurkundige en Nobelprijswinnaar (1977)
- Tony Pastor (1907–1969), tenorsaxofonist
- Jules Dassin (1911-2008), filmregisseur
- James Naughton (1945), acteur, filmregisseur en theaterregisseur
- Joey Logano (1990), autocoureur